# Lewiston (Nueva York)
Lewiston es un pueblo (town en la definición territorial utilizada en el estado de Nueva York) en el condado de Niágara, Nueva York, Estados Unidos. La población en el censo de 2000 era de 16,257 personas. El pueblo recibe su nombre por Morgan Lewis, el Gobernador de Nueva York cuando el pueblo fue fundado.
El pueblo se creó en 1818.
Dentro del pueblo se encuentra la villa de Lewiston.

## Geografía
Barker se encuentra ubicada en las coordenadas 43°10′36″N 0°33′5″O / 43.17667, -0.55139.